# 駱統
駱統（193年—228年），字公緒，會稽烏傷（今浙江義烏）人，三國時期吳國的名臣和將領，任濡須督，官至偏將軍。

## 生平

### 辭切遠思
父親駱俊，官至陳王劉寵的國相，被袁術派遺張闓殺害。駱統八歲時，母親改嫁華歆，做他的側室；而駱統則與親友回會稽。走時母親送行，但駱統不曾回望母親。有人提醒駱統他的母親在後面，但駱統說：「不想要讓母親增加思念，所以不看她。」

### 名聲顯揚
他侍奉嫡母甚為恭謹。當時年歲饑荒，鄉里及遠方來的人大多生活困頓，駱統為了幫助他們而減少自己的飲食。他的姐姐仁愛有德行，守寡無兒回到孃家，看到駱統的樣子心裏十分難過，多次問他是什麼原因。駱統説：“士大夫們連糟糠都不能吃飽，我哪來心思自己一個人吃飽？”他的姐姐説：“真是這樣，為什麼不告訴我，而自己把自己折磨成這個樣子。”於是她就將自己的糧食給了駱統，又將此事告知母親，他的母親也認為他很賢德，於是叫人分發施捨糧食，駱統由此名聲顯揚。

### 抗明大義
孫權以將軍領會稽太守，駱統二十歲時試當烏程相，管理過萬戶仍井然有序，孫權欣賞他，徵召他為功曹，行騎都尉。娶孙权堂兄孙輔的女兒。有一次疫病爆發，民間受禍，但稅役繁多，加重人民負擔。故此駱統上書，說人民正處於困境，長此下去會令國家衰弱，甚至人民反叛動亂，故此要求幫助人民度過困境。期間零陵太守徐陵逝世，其家庭財產被僕人吞併，駱統上書為之保留。

### 共破敵軍
後來，凌統逝世後，駱統接替他的部眾。夷陵之戰跟隨陸遜於宜都擊敗蜀漢軍隊有功，升為偏將軍。
黃武初年，後又與嚴圭共同擊退魏將曹仁進攻的軍隊。封為新陽亭侯，後為濡須督。駱統曾多次上書孫權作出建議，例如禁止民間占筮，雖然孫權有所猶豫，但仍然實行。黃武七年逝世，死時三十六歲。

## 家庭

### 父母
- 駱俊，字孝遠，曾举孝廉，被袁术派张闿刺杀。
- 某氏，駱統生母，後嫁華歆。
- 某氏，駱俊正室，駱統嫡母。

### 妻
孙辅女为骆统妻骆秀母。

### 姐
駱氏，仁愛有德行，守寡無兒回到娘家。

### 子
- 骆秀，名士[2]，孙休年间为司盐校尉。未知是否袭骆统爵。永安七年（264年）七月，被海贼所杀。

## 艺术形象

### 三国演义
- 在舌战群儒时出场，欲与赴东吴的诸葛亮辩论，卻被黄盖劝阻。

### 影视形象
- 2011年电视剧《廉石传奇》：午马饰演骆统。

## 評價
- 朱育：“其聪明大略，忠直謇谔，则侍御史馀姚虞翻、偏将军乌伤骆统。”
- 陳壽：“駱統抗明大義，辭切理至，值權方閉不開。”
- 陆机：“骆统、刘基强谏以补过，谋无遗算，举不失策。”
- 叶适：“骆统区区，独知以民为重，安得长者之言。”

## 延伸阅读
[在维基数据编辑]
 在维基文库阅读此作者作品
 《三國志/卷57》，出自陳壽《三國志》